# Astragalus faurei
Astragalus faurei es una planta de la familia de las leguminosas.

## Descripción
Planta vivaz, erecta, cubierta de pelos negros y blancos. Hojas imparipinnadas, con 15-22 pares de folíolos; estípulas no aglutinadas entre sí, ligeramente adheridas al pecíolo; folíolos oblongos, ligeramente obtusos, a menudo plegados longitudinalmente, haz glabro, envés hirsuto. Inflorescencia en racimo flojo, pedunculado. Cáliz persistente, hirsuto, con pelos negros. Corola amarillo azufre. Legumbre globulosa, ovoide, coriácea, glabra.

## Distribución y hábitat
Endémica de Marruecos oriental y de Argelia occidental. Habita en rocas calcáreas de zonas montañosas bajas. En bioclimas semiáridos, templados y en el piso termomediterráneo.

## Taxonomía
Astragalus faurei fue descrita por  René Charles Maire y publicado en Bulletin de la Société d'Histoire Naturelle de l'Afrique du Nord 23: 179. 1932.
Etimología
Astragalus: nombre genérico derivado del griego clásico άστράγαλος y luego del Latín astrăgălus aplicado ya en la antigüedad, entre otras cosas, a algunas plantas de la familia Fabaceae, debido a la forma cúbica de sus semillas parecidas a un hueso del pie.
faurei: epíteto
sinonimia